# サンソン・フランソワ
サンソン・フランソワ（Samson François, 1924年5月18日、フランクフルト・アム・マイン - 1970年10月22日、パリ）は、第二次世界大戦後のフランスにおける代表的なピアニストの一人である。主に、ショパンやドビュッシー、ラヴェルの演奏を得意とした。

## 生涯
フランス人の両親の間にドイツで生まれる。5歳でピアノを始め、早くから天才といわれた。1934年、一家でニースに戻った時、アルフレッド・コルトーに見出されて1936年にエコールノルマル音楽院に入学、1938年にはパリ音楽院に入学後はマルグリット・ロン、イヴォンヌ・ルフェビュールに師事。ロンの最後の生徒の一人であったが、彼の態度はいたずらっ子のような様相を呈していて従順ではなかったため、ロンも手を焼いたという。その後1940年に音楽院を首席で卒業した。
1943年に第1回のロン＝ティボー国際コンクールで優勝した。その後1947年にアメリカデビューを飾り、その後も各地で演奏活動を行う。
ドビュッシーのピアノ作品全集を完了する直前、心臓発作のため急死した。46歳没。亡くなった日（以後）も、レコーディングの予定が組まれていた。

## 人物
デビュー直後は好きと決めた作品なら徹底的に勉強した。「ベートーヴェンは生理的に嫌で受け付けない。モーツァルトなら受け入れてやっても良い」などの発言も残っている。
師匠のマルグリット・ロンによれば、「彼の好きじゃない曲はびっくりするほど練習をせずにレッスンに来た」と言う。
フランソワは、酒を愛した人であった。また、タバコも愛し、「酒はやめるがタバコはやめられない」と妻に語ったことがあり、健康を害していても愛するクラヴァンというタバコを嗜み続けた。
1955年にジョゼット・バヴサー（Josette Bhavsar）と結婚し、同年には一人息子マクシミリアン（Maximilien）をもうけた。ジョゼットは夫の没後2011年まで生き、同年2月28日に81歳で死去した。2002年には父の伝記を出版した息子のマクシミリアンは、2013年10月11日にアメリカ合衆国ニューメキシコ州で死去した。

## ディスコグラフィー
仏エラートやEMIを中心に、ショパン、ドビュッシー、ラヴェルなど比較的多くの録音を残した。
没後50年となる2020年10月にワーナー・クラシックス（エラート）より、初出音源とフランソワの息子であるマクシミリアン・サンソン・フランソワ脚本、クロディ・フランソワの支援のもと、クリスチャン・ジュリエ監督によるドキュメンタリー番組を収録したDVDを含む、可能な限りの録音を集成したCD-BOXが発売された。